# 한국수상레저안전연합회
한국수상레저안전연합회는 수상레저안전을 위한 지도자, 안전요원 및 레저기구 사용자 교육, 수상레저사고 예방을 위한 안전교육, 동력수상레저기구 조종면허시험업무 대행, 수난구조 NET WORK 운영을 통한 인명구조 및 수중정화, 환경감시 봉사활동으로
수상레저활동의 안전관리와 사고를 예방하여 인명과 재산을 보호하고 건전한 수상레저 발전에 기여하기 위하여 설립된 사단법인이다. 서울특별시 양천구 목1동 914번지 목동주경기장 227호에 위치하고 있다.

## 연혁
- 1998년 12월 연합회 창립(시·도 지부 포함)
- 1999년  1월 연합회 초대회장 조광현 취임. 사단법인 설립 허가(해양경찰청 제2호)
- 1999년 12월 각 지역 동력수상레저기구 조종면허 교육장/시험장 설치
- 2000년  3월 조종면허실기시험 시설, 장비, 인력지원(해양경찰청 주관)
- 2001년  1월 조종면허시험 대행기관 지정
- 2001년  4월 “수상레저” 종합정보지 발간(계간지)
- 2002년  1월 제2대 조광현 회장 연임
- 2003년  2월 수상안전교육원 설립
- 2005년  1월 제3대 박석구 회장 취임
- 2006년  3월 등록번호판 제작 대행자, 안전검사 대행기관, 수상안전교육 위탁기관 지정(해양경찰청)
- 2008년  1월 제4대 김강평 회장 취임
- 2009년  8월 김강평 회장 해양경찰청 수상레저정책 자문위원장 위촉
- 2010년 11월 목포해양대학교 간 산·학 교류협정 체결
- 2011년  1월 제5대 임성택 회장 취임

## 주요 업무
- 수상레저 안전을 위한 지도자, 안전요원 및 레저기구 사용자 교육사업
- 수상레저 사고 예방을 위한 안전교육
- 동력 수상레저기구 조종자 면허시험 대행사업
- 수상레저기구안전검사 및 등록대행사업
- 수상레저 진흥을 위한 연구, 홍보사업 및 국제협력사업
- 수난구조 NET WORK 운영을 통한 인명구조 봉사활동 및 수중정화, 환경감시 봉사활동
- 각종 기상 및 해양 정보제공 서비스사업
- 수자원 보호,수상 및 수중안전을 위한 수상, 수중사업 및 부대사업
- 수상레저관련 교재, 회지발간 등 출판 및 인쇄사업
- 기타 수상레저 스포츠관련 사업
- 수상레저안전공제회 및 공제보험사업

## 조직

### 전문위원회

#### 사무총장
- 기획국
- 사무국
- 사업국
- 교육국
- 홍보국
- 레프팅훈련원

## 같이 보기
- 해양경찰청